# Station Bagneux
Bagneux (Gare de Bagneux) is een station in de Franse gemeente Cachan en het département van Val-de-Marne.

## Geschiedenis
Het station is op 7 juni 1846 geopend. Op 18 januari 1938 werd station Bagneux onderdeel van het Parijse Ligne de Sceaux. Later, in 1977 veranderde het traject in RER B.

## Het station
Langs station Bagneux rijdt RER B. Het station bestaat uit twee sporen en twee perrons en ligt in zone 3 van Carte Orange.

## Overstapmogelijkheid
Er is een overstap mogelijk tussen vier buslijnen van het Parijse vervoersbedrijf RATP en één lijn van het nachtnet Noctilien in de Franse hoofdstad.

## Vorig en volgend station
| Richting                                | Vorig station  | Lijn  | Volgend station  | Richting                                             |
| --------------------------------------- | -------------- | ----- | ---------------- | ---------------------------------------------------- |
| Robinson B2 Saint-Rémy-lès-Chevreuse B4 | Bourg-la-Reine | RER B | Arcueil - Cachan | Aéroport Charles de Gaulle 2 TGV B3 Mitry - Claye B5 |